# Tortola
Tortola és l'illa més gran, la més pobladai la més coneguda de les Illes Verges Britàniques, un grup d'illes que forma part de l'arxipèlag de les Illes Verges. La creença local és que el nom va ser donat per Cristòfor Colom.
A la costa sud de l'illa s'hi troba Road Town, la capital de les Illes Verges Britàniques.

Tortola és una illa muntanyosa de 19 quilòmetres de llarg i 5 quilòmetres d'ample. La superfície total de l'illa és de 55,7 quilòmetres quadrats. L'illa va ser formada per l'activitat volcànica, el seu punt més alt és Mount Sage de 530 metres d'altitud. Tortola està situada a les proximitats d'una falla, pel que els terratrèmols de baixa intensitat són freqüents a l'illa.